# Jacek Skubikowski (album)
Jacek Skubikowski – drugi album Jacka Skubikowskiego wydany w 1983 roku nakładem wytwórni Savitor. Jest to pierwszy album Jacka Skubikowskiego, który ukazał się na rynku. Debiutancka płyta Jedyny hotel w mieście ukazała się nieco później.

## Lista utworów
Strona 1
1. "Someone cool is playing pool" (muz. i sł. Jacek Skubikowski) – 4:25
2. "The pea and the pod" (muz. i sł. Jacek Skubikowski) – 3:25
3. "Seven riders, seven roads" (muz. i sł. Jacek Skubikowski) – 5:05
4. "Paradiso by the hour" (muz. i sł. Jacek Skubikowski) – 4:00
5. "Honeycomb" (muz. i sł. Jacek Skubikowski) – 3:35

Strona 2
1. "Just a noise in th night" (muz. i sł. Jacek Skubikowski) – 4:30
2. "Best friend" (muz. i sł. Jacek Skubikowski) – 5:00
3. "Velvet blindfold" (muz. i sł. Jacek Skubikowski) – 5:20
4. "Bosom buddies" (muz. i sł. Jacek Skubikowski) – 4:35

## Personel
- Sławomir Wesołowski – realizacja
- Wojciech Grzymała – projekt graficzny
- Władysław Lemm – foto
- Paweł Satuła – asystent